# Randy Stradley
Randy Straldey (né le 4 mars 1956) est un éditeur et scénariste de comics américain. En 1986, il aide le librairie Mike Richardson à lancer Dark Horse Comics, se chargeant notamment de diriger leur première publication, l'anthologie Dark Horse Comics. Trente ans plus tard, Stradley est toujours éditeur et scénariste chez Dark Horse, dont il est le vice-président chargé des publications.
Éditeur principal de la gamme Star Wars de 2002 à 2015, il a parfois signé des histoires Welles Hartley ou Mick Harrison pour donner l'impression d'une plus grande diversité d'auteurs.

## Prix
- 1992 : Prix Eisner et Harvey de la meilleure anthologie pour Dark Horse Presents
- 1993 : Prix Harvey de la meilleure anthologie pour Dark Horse Presents
- 1994 : Prix Eisner de la meilleure anthologie pour Dark Horse Presents
- 1995 : Prix Harvey de la meilleure anthologie pour Dark Horse Presents (avec Bob Schreck)
- 1999 :  Prix Haxtur du meilleur scénario pour Star Wars : L'Empire écarlate (avec Mike Richardson)